# Zelenogradsk

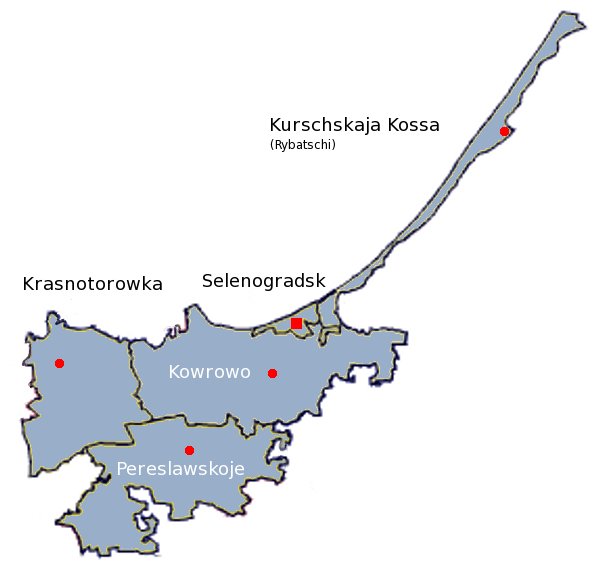
Karta över Zelenogradsks rajon.

Zelenogradsk (ryska Зеленоградск, betyder gröna staden, tidigare Cranz efter kuriskans ord för "strand") är en bad- och kurort vid Östersjökusten i Kaliningrad oblast (län), Ryssland, och är belägen cirka 30 kilometer norr om Kaliningrad. Staden hette Cranz när den var en del av tyska Ostpreussen, fram till 1946. Den grundades 1252 och fick stadsrättigheter 1916. Folkmängden uppgår till cirka 14 000 invånare. Staden genomgick en etnisk rensning och är idag helt russifierat.
Zelenogradsk är ett populärt turistmål. Många från Kaliningrad söker sig hit under veckosluten. Kuriska näset börjar strax utanför staden och sträcker sig norrut. Volker Lechtenbrink föddes 1944 i staden.